# ヘイムダル (キャラクター)
ヘイムダル（Heimdall）は、マーベル・コミックが発行するアメリカン・コミックスに登場する架空のキャラクター。北欧神話の全知全能の神ヘイムダルがモデルであり“アスガルド”に存在するビフレストの唯一の守護者である。

## 発行履歴
ヘイムダルはスタン・リーとラリー・リーバー、ジャック・カービーに創造され、1962年10月に 『Journey into Mystery』第85号でデビューした。

## キャラクター経歴
ヘイムダルは戦士シフの兄にして、虹の橋“ビフレスト”に立ち、“アスガルド”への攻撃を監視して侵入者から長年守護してきた全知全能の歩哨である。やってきた巨人の軍勢をその視力で見破ってアスガルドに到着する前に巨人を倒し、巨人の王を捕虜にしたこともあり、オーディンから最も信頼されている戦士の一人でもあった。初登場時、ロキを幽閉していた木の葉に目を突かれたヘイムダルは偶然ロキを解放してしまい、この事態がどのように危険なのかは分からなかったが、オーディンにその脅威を警告した。このことは後に、オーディンからその勇気を称えられることとなった。次の登場時にはジェーン・フォスターとの再会を望むソーを阻止するために戦った。ハイドリングがオーディンフォースを盗んだとき、ヘイムダルはハイドリングによって“エーテル”に固定された。しばらくして、彼は超強力な怪物マンゴッグの襲撃の際にレコーダーとも遭遇した。
その後、ヘイムダルはロキの命令でソーと再戦した、“ラグナロク”の予言の際には虹の橋を切断し、“ギャラルホルン”を鳴らした。それから彼は小人のカモールとともに地球を訪れ、人間の神候補を探した。ヘイムダルたちは3人の人間に“エゴ・プライム”のエネルギーを与え、最初の3人の“ヤング・ゴッド”へ進化させた。そしてヘイムダルは、アスガーディアンに同行してダーク・ネビュラに入った。
ヘイムダルは、アスガルドでオーディンが不在になると無気力に悩まされるようになった。そして、オーディンの精鋭衛兵を召喚するためにギヤラルホルンを吹き鳴らした。しばらくして、彼はソーを拘束するためにアスガルド軍を召集し、ソーが人間をアスガルドに連れ込むのを阻止するため、再度ソーと戦った。
アスガルドが火の悪魔スルトに侵略されたとき、ヘイムダルは門を守ろうとしたが打ち破られ、ビフレストは砕け散った。そのほかにもマレキスの逃亡発見、アモラ・ザ・エンチャントレスとの協力でソーの解放、ロキによるスルトの剣の所持の察知、さらにアモラと交際をはじめ、エクセキューショナーの死について彼女を慰めた。
ヘイムダルはバルダーをエジプトの死神セスの刺客から救ったが、セスの軍団との戦いで倒され重傷を負った。それでもヘイムダルは後にシフ、レイアらとの共闘、オーディンに扮したスルトへの尋問、アスガルドの軍団を率いてユミルとの戦闘などに身を投じてきた。
スルト討伐後、アスガルドに戻ったオーディンは、ビフレストを修復するために力の一部をヘイムダルに与え、ヘイムダルは任務を再開した。

### ロキの陰謀
オーディンがオーディンスリープに入ろうとしたとき、ヘイムダルは彼からオーディン・フォースを譲り受け、彼が目覚めるまでアスガルドを統治することになった。だがヘイムダルは、カルニラと組んだロキの陰謀に嵌ってソーを追放してしまい、ソーを探す決意を固めたシフとの関係に亀裂が生じた。そして魂の状態のロキがオーディンに憑依し、目覚めた彼のふりをしてアスガルドを支配すると、ヘイムダルは裏切り者の烙印を押され、“ネームレス・ディメンション”に追放された。しかしエリック・マスターソンがメフィストの助けを借りてロキに体を乗っ取られたオーディンを回復させ、後にソーも救い出されると、ヘイムダルはアモラによってディメンションから脱出し、ロキの陰謀を暴露してソーとオーディンを復権させ、アスガルドに元の平和を取り戻すことに貢献した。

### 喪失と死
ヘイムダルはアモラへの愛よりもアスガルドへの義務の方が大きいと悟って彼女と離ればなれになると、偽りのラグナロクからアスガルドを守るためにヘイムダルは人間に化けてドナルド・ヴェレスと名乗った。
彼は他の「失われた神々」とともに、自分たちが何者であるか突き止めようと試み、セスと戦った。ヘイムダルと他の神々は本来の姿を取り戻し、セスを倒したが、ちょうどアスガルドが暗黒の神々に攻撃され、全員が囚われの身となった。
やがてアスガルドは、ロキが自分の軍隊のためにムジョルニアのような武器を作り、スルトの助けを借りたことによって引き起こされたもうひとつのラグナロクに襲われる。ヘイムダルは民を守るために戦死したが、ヘイムダルを含む多くのアスガーディアンは、地球人として生まれ変わった。

### 再生
ソーがラグナロクを終わらせてオクラホマ州ブロクストンでアスガルドを復興させると、ヘイムダルはニューオーリンズでソーに発見された後にアスガルド人の姿に戻った。新たなアスガルドに赴くとヘイムダルは全知全能に近い力を使い、散らばった他のアスガルド人の魂を探し出す。しかしロキの妨害を受けて、妹のシフは見つけられなかった。
ヘイムダルは、地球を含むすべての既知の世界を見通していたにもかかわらず、ワシントン州の小さな町を荒らす“フェンリス・ウルフ”を発見できなかったこともあった。罪悪感に打ちひしがれたヘイムダルだったが、ソーから完璧なアスガルド人などいないこと、さらに今後より良い仕事をすることで罪悪感を和らげるべきだと励まされた。
『シージ』においてヘイムダルは、ノーマン・オズボーンとその軍勢によって最初に倒された標的の一人となった。彼はロキの妨害で攻撃を警告できないようにされたが、ヘイムダルは一時的に回復し、戦場で仲間と合流し、侵略者を倒す手助けをする。『シージ』後の数日間を描いたミニシリーズ『Avengers Prime』の完結編でヘイムダルは、既知の世界を破壊しうる武器“トワイライト・ソード”を託された。

### オール・マザー
アスガルドの新たな支配者であるオール・マザーから未来を見るよう依頼されたヘイムダルは、その中で未知の暗殺者が彼女を殺そうとしているのを目撃し、雷神タナロスの様子がおかしいことにも気づいた。タナロスによって重傷を負わされたヘイムダルはオール・マザーを守ることができなくなり、他者にもその謎を知らせられなくなってしまった。

### 盲目のヘイムダル
マンゴッグがアスガルドを攻撃したとき、愛剣を奪われたヘイムダルは、そのモンスターの攻撃で盲目になった。ヘイムダルは間一髪で助かったが、『War of the Realms』においては、その目が回復するまで彼の任をマット・マードック/デアデビルが短期間引き継いだ。

### 最期
視力が回復したヘイムダルは、ジェーン・フォスター/ヴァルキリーが失われた剣“ドラゴンファング”を見つけるのを助けるためにミッドガルドへ旅立ったが、ブルズアイによって致命傷を負わされた。しかしヘイムダルは、ジェーンに自分自身のヴァルキリーになるべきだと助言した。その後、ジェーンによってヘイムダルは多数の死後の世界を目の当たりにし、真に新しい体験をした。

## 能力・弱点・武装
ヘイムダルは怪力、スタミナ、スピード、敏捷性、耐久力、敏捷性など一般的なアスガルド人を上回るほどの身体能力や、人間の3倍の身体の密度と重さを持っている。
これに加えて非常に鋭い超人的な視覚と聴覚を有し、木々の間を流れる樹液や、“隠れた丘の中心に生える最も小さな植物”の音を聞き分けることができると言われており、アスガルドや地球、さらには時空を目視し、9つの世界の至る所にいるアスガルドの神々の生命の感知、特定の感覚情報への集中、意識から遮断する能力などを持ち、睡眠を全く必要としない。一方で、ある種の魔法の呪文にはその感覚能力を封じられ片目でも見えないと視力は制限される。
また、オーディンフォースを短期間有していたことから砕けた次元をつなぐビフレストの修復など、さまざまな目的のために膨大な魔法のエネルギーを発揮した。
ヘイムダルは経験豊富な戦士であり、激しい白兵戦を得意とする。刃物の扱いに長け、様々な剣、盾、槍を使いこなし、鎧兜を身に着けている。ヘイムダルはギャラルホルンを持っており、アスガルドの門を脅かす危険をアスガルド中に知らせるために鳴らす。またドナルド・ヴェレスの姿の時は、超高性能の視力を与える魔法の眼鏡をかけていた。
ヘイムダルは“宇宙のすべての力”を封じ込め、魔法がかかったウルで作られた剣を愛用した。これは使用者を普通の人間に擬態させる力があり、青い炎を投射できることも示されている。ヘイムダルはソーとの2度にわたる戦いに使用し、1度目はソーを直接倒すことができた。さらにヘイムダルは、神秘的なエネルギーと炎の爆風を投射する強力な剣を振るったことが少なくとも一度だけあり、アスガルドを侵略していたハルクに対し使用したが、相手を永遠の領域に入るのを防ぐことはできなかった。

## その他のバージョン

### 『アースX』
『アースX』においてヘイムダルたちアスガルド人はセレスティアルに操られたエイリアンであり、自分たちが北欧神話の神々であると信じ込まされていた。その嘘が明らかになるとヘイムダルたちアスガルド人は一時的にエイリアンの姿に変貌したが、後にアスガルド人の姿に戻った。

### 『ガーディアンズ・オブ・ギャラクシー』
『ガーディアンズ・オブ・ザ・ギャラクシー』では、ヘイムダルは31世紀でも健在であり、ビフレストでスターホークやアレタと戦った。

### 『Thor: The Mighty Avenger』
『Thor: The Mighty Avenger』第6号におけるヘイムダルは、あごひげを生やし、角付きで目を影に落とす兜を被ったビフレストの守衛として登場。オーディンからソーがアスガルドに戻らないように命じられ、ソーとハンマーを引き離した張本人でもある。ソーにアスガルドへの道を強引に進めようとするならば、ジェーンをソーが見つけられないような遠い惑星に送ると脅すと、ソーの試みを断念させた。

### 『アルティメット・マーベル』
『アルティメット・マーベル』の世界においては、ビフレストを守っていたが、ヘルムート・ジモ/バロン・ジモに擬態していたロキと対峙し、撃ち殺された。

## MCU版
『マーベル・シネマティック・ユニバース』（MCU）では、イドリス・エルバが演じる。日本語吹替は斉藤次郎が担当。
本項は、“アース616”（正史の宇宙）におけるヘイムダルを主軸として表記する。

### キャラクター像
北欧神話の光の神“ヘイムダル”のモデルである“アスガルド”の戦士にして、“ビフレスト”と“ヘミンビョルグ”の番人。愛用の“ホーフンド”でビフレストを起動させる使命を持ち、千里眼である金色の瞳で宇宙中の星々のあらゆる出来事を見据え、遥か遠方にいる者の思念を感じ取り、彼の意識のみを自分の居場所まで飛ばすこともできるほどの超常的な交信能力を有する。
常に泰然とした物腰だが、全身氷漬けとなっても自力で破ったり、生身で巨大な敵機を1機撃墜する実力を披露するなど、戦士としての底力も高い。アスガルドの王位に忠誠を誓っているものの、筋が通った事柄や理由を前にした場合には、自らの意志で規律を破ることもある。そのため、ソーやシフたちからも親友と認められている。

### 『ホワット・イフ...?』版
他の並行世界に存在するヘイムダルの“変異体”。ほぼ正史のヘイムダルと同様のキャラクター像である。
ヘイムダル（アース72124）
“アース72124”におけるヘイムダル。

### 武装
鎧兜
ビフレストのエネルギーから身体を保護する金色の銅鎧と、雄牛のような兜。複数存在し、これらを被った者を解任することはできないと言われている。
ホーフンド（Hofund）
北欧神話の聖剣“ホーフンド”のモデルである、長さ1.6mの長剣。柄頭は銅製で、これを管理し使用するヘイムダルの魔法がかけられた刃は研ぐ必要が無い。武器としても、ビフレストやアスガルドの王宮のエナジー・シールドの動力炉を起動させるキーとしても運用される。
ロキがオーディンに擬態してアスガルドを支配していた頃には、ビフレストの新たな番人となったスカージが保有していたが、天文台の装置に挿さったままとなっていたところをヘイムダルが奪還し、再び愛剣として振るう。
サノスらの襲撃時にヘイムダルは、この剣を握りながら“暗黒の力”を放ち、ハルクを地球へと避難させる。

### 各作品における活躍
『マイティ・ソー』
本作でMCU初登場。ソーたちが“ヨトゥンヘイム”に向かおうとした際には、その真意に気付き制止の言葉をかけるが、ソーの熱意に負け、ビフレストの注意点を述べて彼らをヨトゥンヘイムへ送る。だが、ソーの追放後にロキが単身でヨトゥンヘイムに趣き姿が見えなくなったことで、彼に疑念の目を向けはじめる。
シフたちがソーの迎えに地球行きを希望すると、反対しつつもビフレストを明け渡すが、この行為を謀反と見咎めたロキに剣を向けた結果、氷漬けにされてしまった。だが、地球でパワーを取り戻したソーからの呼びかけもあり、氷漬けを破ってビフレストを起動しソーたちを帰還させるが、氷漬けのダメージで弱ったため、シフたちに介抱されることになった。
物語のラストでは、破壊されたヘミンビョルグの跡地でジェーン・フォスターたちの様子を見据え、ソーに伝える。
『マイティ・ソー/ダーク・ワールド』
本作でも番人や戦士として活躍するが、その一方で“エーテル”に寄生されたジェーンや、姿を隠す“ダーク・エルフ”らを自身の目を以ってしても視認することができず、そのことを気に病んだのか、ソーへ「見えない見張りに何ができる」と自虐的に発言することもあった。
祝宴を抜け出してきたソーからジェーンの様子について尋ねられると、彼らの再会に一役買い、アスガルドに来訪したジェーンに「ようこそ」と声をかける余裕も見せた。その後ダーク・エルフがアスガルドへ侵攻してきた際には、敵機を単身で撃墜するが、敵艦の侵入を許し、王宮に自ら敷いたエナジー・シールドも破られてしまった。
ダーク・エルフが一時撤退した後にソーから、ジェーンを連れ出す作戦に協力してほしいと頼まれ、「重罪の反逆」となることを覚悟で、ヘミンビョルグにオーディンたちを呼び寄せ、自信の反逆を伝えて身構える。
『アベンジャーズ/エイジ・オブ・ウルトロン』
本作ではソーの悪夢の中に登場し、白目をむきながらソーを激しく攻めたてるなど、本物の彼が決してしない行動をとる。
『マイティ・ソー バトルロイヤル』
本作ではロキとスカージによって門番の任を追われ、姿を隠していた。そのためか髪型は長髪となり、金色の鎧兜も身に纏っていない。
ヘラの帰還後はホーフンドを奪還し、生き残りの兵士たちと共にアスガルドの民を1人でも多く逃がすべく密かに保護して戦い続け、ソー不在のアスガルドを守っていた。そして物語の終盤まで生き延び、ソーや多数の民と共に“ステイツマン”に乗船すると、“ラグナロク”によるアスガルドの最期を見届け、地球へ赴くことを決意したソーを皆と共にアスガルド人の主と認めて迎える。
『アベンジャーズ/インフィニティ・ウォー』
本作では冒頭のみの登場となるが、最期を迎えることになる。サノスらの襲撃で瀕死の重傷を負うが、ハルクがサノスに敗北した直後、最期の力を振り絞って、ハルクを暗黒の魔法で地球へと送った。その後、コーヴァス・グレイヴのハルバードを手にしたサノスによって殺害される。
『ホワット・イフ...?』
シーズン1第7話
本作ではアース72124におけるヘイムダルが登場。
シーズン2第7話
『ソー:ラブ&サンダー』
本作では、ポストクレジットシーンにのみ登場。

## その他のメディア

### テレビアニメ
- 『マーベル・スーパーヒーローズ』：ギリー・フェンウィックが声をあてた。
- 『スーパー・ヒーロー・ギャング』：シーズン1ではスティーヴン・ブルーム[53]、シーズン2ではジェス・ハーネルがそれぞれ声をあてた。
- 『アベンジャーズ 地球最強のヒーロー』：JB・ブランが声をあてた。
- 『アベンジャーズ・アッセンブル』：シーズン1〜2ではジェームズ・C・マシス3世、シーズン4（シークレット・ウォーズ）ではケビン・マイケル・リチャードソンがそれぞれ声をあてた。特にシーズン2第38話『ウィドウの逃亡』（原題：『Widow's Run』）では、アスガルドに“インフィニティ・ジェム”の保管をソーとブラック・ウィドウから託されるが、ヘイムダルはジェムに影響され、それらを盗もうとし、ソーにノックアウトされた。
- 『ハルク: スマッシュ・ヒーローズ』：シーズン1第19話『アスガルドのために』（原題：『For Asgard』）に登場[54]。クリス・ボッシュが声をあてた[55]。
- 『ガーディアンズ・オブ・ギャラクシー』：ケビン・マイケル・リチャードソンが声をあてた。

### ビデオゲーム
- 『MARVEL ULTIMATE ALLIANCE』：カム・クラークが声をあてた。
- 『Marvel Super Hero Squad』：スティーヴン・ブルームが声をあてた。
- 『MARVEL VS. CAPCOM 3 Fate of Two Worlds』：ソーのエンディング映像にカメオで登場。
- 『Thor: God of Thunder』：MCU版の外見に基づくヘイムダルが登場[56]。フィル・ラマールが声をあてた。
- 『Marvel Avengers Alliance』
- 『Thor: The Dark World – The Official Game』：MCU版の外見に基づくヘイムダルが登場。デニス・カーネギーが声をあてた。
- 『Marvel Heroes』
- 『LEGO マーベル スーパー・ヒーローズ ザ・ゲーム』：JB・ブランが声をあてた。
- 『LEGO マーベル アベンジャーズ』、『Marvel: Future Fight』、『Marvel Avengers Academy』：プレイヤーキャラクターとして登場[57]。
- 『LEGO マーベル スーパー・ヒーローズ 2 ザ・ゲーム』：コリン・マクファーレンが声をあてた[58]。
- 『Marvel Snap』

### 参考
1. ↑  Thor: Son of Asgard #3 (June 2004)
2. 1 2  Lee, Stan (w), Kirby, Jack (p), Stone, Chic (i), Simek, Artie (let). "Giants Walk the Earth" Journey into Mystery, no. 104 (1964年5月). Marvel Comics
3. 1 2 3  “【マイティ・ソー】ヘイムダルの強さ・能力について解説！【マーベル原作】”. 2024年3月23日閲覧。
4. ↑  Journey into Mystery #105 (June 1964)
5. 1 2  Journey into Mystery #125 (Feb. 1966)
6. ↑  Thor #127 (Apr. 1966)
7. ↑  Thor #156 (Sept. 1968)
8. ↑  Thor #193 (Nov. 1971)
9. ↑  Thor #200 (June 1972)
10. 1 2  Thor #201 (July 1972)
11. ↑  Thor #203 (Sept. 1972)
12. ↑  Thor #214 (Aug. 1973)
13. ↑  Thor #240 (Oct. 1975)
14. ↑  Thor #248 (June 1976)
15. ↑  Thor #289 (Nov. 1979)
16. ↑  Thor #322 (Aug. 1982)
17. ↑  Thor #351 (Jan. 1985)
18. ↑  Thor #358 (Aug. 1985)
19. ↑  Thor #359 (Sept. 1985)
20. ↑  Thor #364 (Feb. 1986)
21. ↑  Thor #376 (Feb. 1987)
22. ↑  Thor #387 (Jan. 1988)
23. ↑  Thor #398 (Dec. 1988)
24. ↑  Thor #418 (June 1990)
25. ↑  Thor #420 (Aug. 1990)
26. ↑  Thor #423 (Sept. 1990)
27. ↑  Thor #426 (Nov. 1990)
28. ↑  Thor #430-440 (1991)
29. ↑  Journey Into Mystery #506 (Feb. 1 1997)
30. ↑  Thor vol. 3, #3-6 (Nov. 2007-Feb. 2008)
31. ↑  Warriors Three #2 (Jan. 2011)
32. ↑  Thor #607 (Apr. 2010)
33. 1 2  Siege #2 (Apr. 2010)
34. ↑  Richards, Dave (2010年2月17日). “STORMING HEAVEN: "Siege" #2”.  Comic Book Resources News. 2010年9月26日閲覧。
35. ↑  Avenger Prime #1-3 (2010-2011)
36. ↑  The Mighty Thor #10 (Jan. 25 2012)
37. ↑  Thor #703
38. ↑  War of the Realms #2
39. ↑  War of the Realms: Omega #1
40. ↑  Valkyrie: Jane Foster #1
41. ↑  Valkyrie: Jane Foster #2
42. ↑  Valkyrie: Jane Foster #3
43. ↑  Thor and Hercules: Encyclopedia Mythologica #1
44. 1 2  Journey into Mystery #101 (Feb. 1964)
45. ↑  Journey into Mystery #110 (Nov. 1964)
46. ↑  Tales to Astonish #101 (Mar. 1968)
47. ↑  Earth X #12 (Apr. 2000)
48. ↑  Guardians of the Galaxy #42 (Nov. 1993)
49. ↑  Thor: The Mighty Avenger #6 (Jan. 2011)
50. ↑  Ultimate Thor #2 (Jan. 2011)
51. 1 2 3 4 5  ビジュアル・ディクショナリー 2019, p. 78
52. ↑  ビジュアル・ディクショナリー 2019, p. 78、79
53. ↑  “Comics Continuum: Marvel Super Hero Squad”. www.comicscontinuum.com. 2009年7月31日時点のオリジナルよりアーカイブ。2009年9月10日閲覧。
54. ↑  “Listings - TheFutonCritic.com - The Web's Best Television Resource”. www.thefutoncritic.com. Template:Cite webの呼び出しエラー：引数 accessdate は必須です。
55. ↑  “NBA All-Star Chris Bosh Lends His Voice to Marvel's Hulk & the Agents of S.M.A.S.H.”. News - Marvel.com. Template:Cite webの呼び出しエラー：引数 accessdate は必須です。
56. ↑  “Game News: Thor: God of Thunder Prologue Trailer”. ComingSoon.net. (2011年4月9日).  オリジナルの2011年4月10日時点におけるアーカイブ。 2011年4月9日閲覧。
57. ↑  “'Thor: Ragnarok' Takes Marvel Games By Storm”. News - Marvel.com. 2017年11月7日時点のオリジナルよりアーカイブ。2017年10月30日閲覧。
58. ↑  “Characters”. IGN Database (2017年5月19日). 2018年1月13日閲覧。